# Liczba pierwsza Belfegora
Liczba pierwsza Belfegora to liczba pierwsza o palindromicznym zapisie dziesiętnym 10 000 000 000 000 666 000 000 000 000 01.
Obecna w nim liczba 666 figuruje w kulturze jako Liczba Bestii, z obu stron otacza ją zaś 13 (liczba tradycyjnie pechowa) zer. Belfegor to imię istoty demonicznej.